# Nerbis
Nerbis település Franciaországban, Landes megyében. Lakosainak száma 267 fő (2022. január 1.). Nerbis Hauriet, Mugron, Souprosse és Toulouzette községekkel határos.

## Népesség
A település népességének változása:
| Lakosok száma | 201  | 213  | 256  | 241  | 279  | 287  | 273  | 265  | 267  | 267  |
|               | 1968 | 1982 | 1990 | 2006 | 2013 | 2015 | 2017 | 2019 | 2020 | 2022 |